# آلپپیلا

موقعیت آلپپیلا در هلسینکی

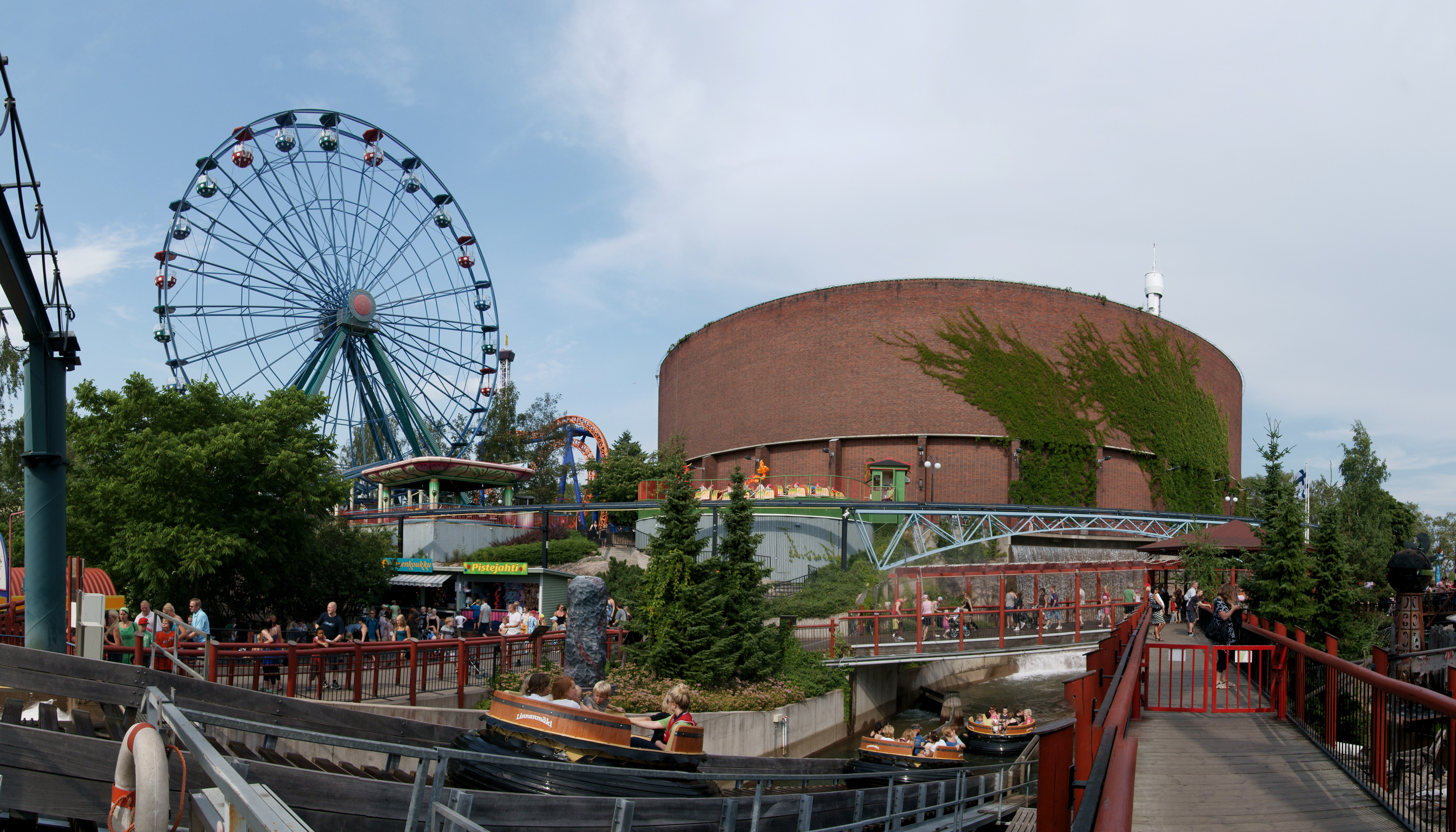
برج آب آلْپْپیلا در پارک تفریحی لینان‌مکی، هلسینکی

آلْپْپیلا (سوئدی: Alphyddan) قسمتی از هلسینکی است که در ناحیه شمال مرکز این شهر، بین مناطق کاللیو و پاسیلا واقع شده‌است و همراه با هاریو ناحیه آلپ‌پیهاریو را تشکیل می‌دهد. آلپپیلا دارای ۴۲۴۴ نفر جمعیت (تا سال ۲۰۰۵) و مساحت ۰٫۶۰ کیلومتر مربع است. پارک تفریحی لینان‌مکی و کولتتوریتالو (خانه فرهنگ) در آلپپیلا واقع شده‌اند.